# ژان-میشل ریشو
ژان-میشل ریشو (فرانسوی: Jean-Michel Richeux‎؛ زادهٔ ۹ نوامبر ۱۹۴۸) دوچرخه‌سوار اهل فرانسه است.